# 39 del Taure
|  | Aquest article tracta sobre 39 Tauri. Vegeu-ne altres significats a «A Tauri». |

39 del Taure (39 Tauri) és un estel a la constel·lació del Taure de magnitud aparent +5,90 que s'hi troba a 55 anys llum del sistema solar. L'anàlisi de la seva història cinemàtica suggereix que no pertany a cap dels onze grups o corrents estel·lars coneguts.
39 del Taure és una nana groga de tipus espectral G5V —semblant per exemple a 61 Virginis— amb una temperatura efectiva de 5.895 K. La seva lluminositat és aproximadament igual a la solar i té un radi de poc més d'un 1% més gran que el del Sol. Gira sobre si mateixa amb una velocitat de rotació projectada de 7,0 km/s, sent el seu període de rotació de 9,1 dies. És un 7% més massiva que el Sol i la seva edat es xifra entre els 2.800 i els 3.700 milions d'anys.
39 del Taure exhibeix una metal·licitat lleugerament superior a la del Sol ([Fe/H] = 0,05). En general, tots els elements avaluats mostren valors comparables als solars. Únicament el coure i el samari són relativament deficitaris en comparació al Sol, sent l'abundància d'aquest últim metall la meitat que en el nostre estel ([Sm/H] = -0,30). Així mateix, el seu contingut de liti és més elevat que el solar, encara que cal considerar que el Sol sembla estar empobrit en aquest element en relació amb altres estels anàlegs del nostre entorn.